# Alessandro Busi

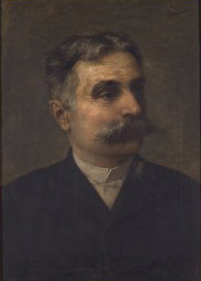

Alessandro Busi (* 28. September 1833 in Bologna; † 8. Juli 1895 ebenda) war ein italienischer Komponist und Musikpädagoge.

## Leben
Busi unterrichtete am Konservatorium von Bologna ab 1865 Harmonielehre, nach dem Tod seines Vaters 1871 auch Kontrapunkt und Komposition. 1884 wurde er Professor für Gesang. Seit 1864 war er außerdem Dirigent des Orchesters des Teatro Communale. Neben Orchesterwerken komponierte er vor allem Kirchenmusik.

## Werke
- Sinfonia a grande orchestra, 1854

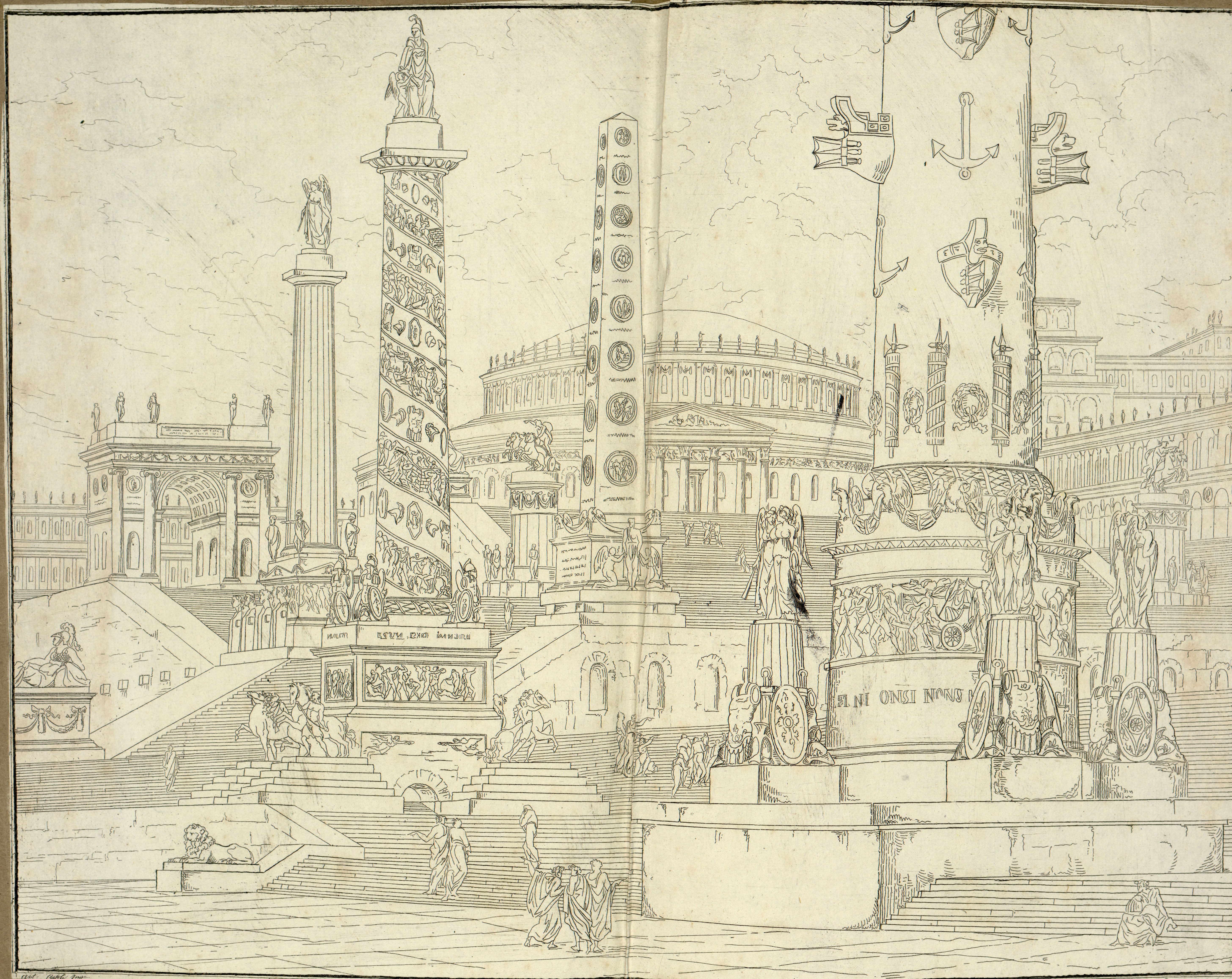
Tavola dell’Antica Roma per documentazione scena, von Szenen, Entwurf Giulio Cesare (1874).

- Notturnino für Gesang und Klavier, 1857
- Offertorio da morto für Bariton, Chor und Orchester, 1857
- Raccolta di tre pezzi vocali da sala, 1862
- Giulio Cesare, Ballett
- Un sogno in cimberli, 1870
- La pertenza dell’esule
- Gavotta für zwei Violinen, Viola und Cello
- Ouverture für Orchester und Kapelle
- Ouverture für Orchester
- Introita e Kirie da morto
- Elegia funebre
- Excelsior, Sinfonie
- In alto mare, sinfonische Dichtung
- Messa a cappella
- Requiem
- Messa a 4 voci maschili con organo, violoncelli e contrabbassi